# ザ・ストレーツ・タイムズ
ザ・ストレーツ・タイムズ (The Straits Times) または海峡時報（かいきょうじほう）は、シンガポール最大の新聞。1845年に創刊。日刊約40万部。記事は英文表記。
世界16都市に支局を置き、特派員を派遣している。日本では『朝日新聞』と提携している。シンガポール証券取引所での株価指数、ストレーツ・タイムス指数の算出も行っていたが、現在はFTSEが算出を行っている。

## 論調
『ザ・ストレーツ・タイムズ』は中国政府寄りの論調で知られており、尖閣諸島問題関連報道では、「中国のイメージ問題」（2011年6月17日）において、尖閣諸島中国漁船衝突事件は「中国人船長を日本の刑法で起訴しようとするなど、日本領土として尖閣諸島を扱う実績を積もうとした日本政府の行為は、中国には絶対に許せるものではなく、強烈な反応も合理的なものだった」と書いたり、別のコラムでは「野田前政権による尖閣諸島国有化が日中関係の悪化を招いた」と書いてきた。後者のコラムには、在シンガポール日本国大使館が2013年2月21日付で寄稿し、「緊張が高まった原因は国有化（2012年9月）ではなく、（2008年に始まり、2010年9月の尖閣諸島中国漁船衝突事件以降に常態化した）尖閣周辺海域への中国艦船の派遣や領海侵犯にある」と反論した。そして、中国海軍艦船が海上自衛隊護衛艦に射撃管制用レーダーを照射した問題などを取り上げ、「中国が一方的に挑発行為の手段に訴えているのは極めて残念だ」とした。
2012年9月24日付論説「隣国との間の名誉と歴史」では、尖閣諸島問題をめぐる日中両国の袋小路的状況は、両国間の名誉と歴史によるものとし、単に岩（島）を巡る問題ではなく、それ故にこの問題の包括的解決策を次のように解説した。日本はその戦時中に行われたとする日本の中国に対する残虐行為への謝罪と補償はこれまで適切に行ってきたとする一方で、政治指導者による靖国神社参拝問題やこのような過去の歴史に関する歴史修正主義的教科書が出てくることで、政治指導者のその謝罪が不誠実なものであるという誤解を受けており、アジアの隣人である中国のニーズに日本はより敏感になるべきであって、尖閣諸島購入ではなく、国際司法裁判所のような第三者機関にこの問題を付託すべきであるとした。また、中国政府に対しては反日抗議を抑制し理性的対応を求める一方、日本が為してきたこれまでの対中援助や貢献の事実を中国国民に教育すべきであるとし、これらによって中国は日本を歴史的に許す挑戦をすべきと説く。許すことは憎悪と不寛容のサイクルの長期化を打破する重要なことであるとした。